# Natàixine
Natàixine (en (ucraïnès): Наташине, en rus: Наташино, Natàixino) és un poble de la República Autònoma de Crimea a Ucraïna, que el 2014 tenia 979 habitants. Pertany al districte rural de Saki.